# Rudolf Eitelberger
Rudolf Eitelberger von Edelberg (født 14. april 1817 i Olmütz, død 18. april 1885 i Wien) var en østrigsk kunsthistoriker.
Han blev 1863 ordentlig professor i kunsthistorie ved Wiens Universitet, startede 1864 det østrigske museum for kunst og industri efter Kensington-museets mønster og virkede som direktør i høj grad fremmende på østrigsk kunstindustris udvikling; også anset forfatter: Mittelalterliche Kunstdenkmale des österrechischen Kaiserstaats (2 bind, 1858-60, udgivet af Eitelberger med flere), publikationer i årbøger og meddelelser, udgivet af centralkommissionen til arkitekturens fremme, og Gesammelte kunsthistorische Schriften (4 bind, 1879-84); endelig udgiver af de fortjenstfulde Quellenschriften für Kunstgeschichte und Kunsttechnik des Mittelalters und der Renaissance (1871 ff.).